# Oskar Saier
Oskar Saier (Buchenbach, 12 agosto 1932 – Friburgo in Brisgovia, 3 gennaio 2008) è stato un arcivescovo cattolico tedesco.

## Biografia
Oskar Saier è nato il 12 agosto 1932 a Buchenbach, distretto governativo ed arcidiocesi di Friburgo in Brisgovia, nella parte meridionale della Germania.
Ha ricevuto l'ordinazione sacerdotale il 2 giugno 1957; si è incardinato, ventiquattrenne, come presbitero dell'arcidiocesi di Friburgo in Brisgovia.

### Ministero episcopale
Il 7 aprile 1972 papa Paolo VI lo ha nominato, trentanovenne, vescovo ausiliare di Friburgo in Brisgovia, assegnandogli contestualmente la sede titolare di Rubicon. Ha ricevuto la consacrazione episcopale il successivo 29 giugno, presso la Cattedrale di Nostra Signora a Friburgo in Brisgovia, per imposizione delle mani di monsignor Hermann Josef Schäufele, ordinario arcidiocesano, assistito dai co-consacranti monsignori Karl Gnädinger, vescovo titolare di Celerina ed ausiliare di Friburgo, e Georg Moser, vescovo titolare di Tiges ed ausiliare di Rottenburg. Come suo motto episcopale il neo vescovo Saier ha scelto In vinculo communionis, che tradotto vuol dire "Nel vincolo dell'unione".
Il 15 marzo 1978 papa Montini lo ha promosso, quarantacinquenne, arcivescovo metropolita di Friburgo in Brisgovia; è succeduto a monsignor Schäufele, deceduto il 26 giugno 1977. Ha preso possesso dell'arcidiocesi durante una cerimonia svoltasi il 3 maggio seguente.
Il 1º luglio 2002 papa Giovanni Paolo II ha accettato la sua rinuncia dal governo pastorale dell'arcidiocesi di Friburgo in Brisgovia per motivi di salute dopo aver subito una serie di operazioni chirurgiche, ai sensi del can. 401 § 2 del Codice di diritto canonico, divenendo all'età di sessantanove anni arcivescovo emerito; il 16 giugno 2003 gli è succeduto monsignor Robert Zollitsch.
Dopo aver sofferto di un grave cancro, è deceduto il 3 gennaio 2008, all'età di settantacinque anni. Terminata la celebrazione dei funerali, la salma è stata tumulata nella cripta della Cattedrale di Friburgo in Brisgovia, accanto ai suoi predecessori.

## Genealogia episcopale e successione apostolica
La genealogia episcopale è:
- Cardinale Scipione Rebiba
- Cardinale Giulio Antonio Santori
- Cardinale Girolamo Bernerio, O.P.
- Arcivescovo Galeazzo Sanvitale
- Cardinale Ludovico Ludovisi
- Cardinale Luigi Caetani
- Cardinale Ulderico Carpegna
- Cardinale Paluzzo Paluzzi Altieri degli Albertoni
- Papa Benedetto XIII
- Papa Benedetto XIV
- Papa Clemente XIII
- Cardinale Marcantonio Colonna
- Cardinale Giacinto Sigismondo Gerdil, B.
- Cardinale Giulio Maria della Somaglia
- Cardinale Carlo Odescalchi, S.I.
- Vescovo Eugène de Mazenod, O.M.I.
- Cardinale Joseph Hippolyte Guibert, O.M.I.
- Cardinale François-Marie-Benjamin Richard de la Vergne
- Cardinale Pietro Gasparri
- Arcivescovo Cesare Orsenigo
- Cardinale Josef Frings
- Arcivescovo Wendelin Rauch
- Arcivescovo Eugen Viktor Paul Seiterich
- Arcivescovo Hermann Josef Schäufele
- Arcivescovo Oskar Saier

La successione apostolica è:
- Vescovo Wolfgang Kirchgässner (1980)
- Vescovo Paul Friedrich Wehrle (1981)
- Cardinale Walter Kasper (1989)
- Vescovo Rainer Klug (2000)
- Vescovo Gebhard Fürst (2000)
- Vescovo Bernd Joachim Uhl (2001)
- Arcivescovo Robert Zollitsch (2003)